# Храм Покрова Пресвятой Богородицы (Ханты-Мансийск)
Хра́м Покро́ва Пресвя́той Богоро́дицы — православный храм в районе Самарово города Ханты-Мансийска. Относится к Ханты-Мансийской епархии Русской православной церкви. Храм был построен в 1816 году, разрушен коммунистами в 1930-х и воссоздан на прежнем месте в 1990-х.
Главный престол освящён в честь праздника Покрова Пресвятой Богородицы, южный придел — в честь Абалацкой иконы Божией Матери «Знамение», северный — в честь святителя Николая Чудотворца.
Настоятель храма — митрополит Ханты-Мансийский и Сургутский Павел.

## История
До нас не дошли точные сведения о том, в каком именно году церковь Покрова Божьей Матери была основана в Самарове. Из дошедшей до нас Кунгурской летописи известно, что в 1582 году казак Ермак после 3-х дней, проведённых в строгом посте и молитве и уповая на помощь Божию, наголову разбил войско хана Кучума под Тобольском, войско которого более чем 10-кратно превосходило отряд казаков по численности. Через год, в 1583 году отряд казаков под предводительством Романа Брязги спустились по Иртышу вниз и покорили остяков, чья крепость стояла на месте, где сейчас стоит речпорт. Вероятнее всего именно казаки и воздвигли первую деревянную церковь в честь Николая Чудотворца, ранее стоявшую на месте, где сейчас находится церковь Покрова Божией Матери.
В 1712-14 годах через село Самарово летом проезжал схимонах святой Феодор Лещинский, митрополит Тобольский, который в своих миссионерских поездках по Югре разрушал языческие капища, крестил остяков и вогулов, воздвигал новые храмы и церкви. Вполне возможно, что именно Филофей и построил храм Покрова Божьей Матери в Самарове.
В 1808 году жители села Самарово собрали деньги и написали прошение в Тобольск о том, чтобы в их селе построили новую каменную церковь. 
Здание церкви было спроектировано архитектором Шаньгиным к 1815 году.
В годы советской власти церковь была разграблена. Стены храма разобрали а кирпичи, и из них сложили здание рыбокомбината, на месте храма находился клуб рыбников. Однако не прошло и полвека, как здание клуба снесли, а вместо него в другом месте построили новое. На месте разобранной церкви образовался пустырь.
В 1994 году были проведены раскопки и обнаружен фундамент храма. В праздник Рождества Богородицы 21 сентября 1996 года иерей Сергий Кравцов отслужил молебен и начались работы по восстановлению храма Покрова Пресвятой Девы Марии. 
В 2001 году храм был освящён и в этом же году его посетил Патриарх Московский и всея Руси Алексий II.

## Архитектура храма
Храм — трёхпрестольный, в нём имеется два придела. Северный придел освящён в честь Николая Чудотворца. Южный придел освящён в честь Абалакской иконы Божьей Матери.
Алтарь отделяется от средней части иконостасом, состоящим из нескольких рядов икон и имеющим трое врат. Средние врата называются Царскими. На Царских вратах с наружной стороны находятся иконы Благовещения Пресвятой Деве Марии и четырёх евангелистов — апостолов Матфея, Марка, Луки и Иоанна. Боковые двери иконостаса с левой и правой сторон именуются соответственно северными и южными вратами (на них располагаются иконы Архангелов и архидиаконов).
В первом ряду иконостаса установлены иконы Спасителя и Божией Матери, храмовая икона (то есть икона праздника, в честь которого именуется храм — икона Покрова Божией Матери), и иконы святителя Иоанна Тобольского и мученика Гермогена Тобольского. Во втором ряду располагаются иконы великих двунадесятых праздников. В третьем ряду в центре — Господь Вседержитель, слева — Пресвятая Богородица, справа — Иоанн Креститель (также называемый Деисус), Архангелы, апостолы и святители. В четвёртом ряду — иконы пророков времени Ветхого Завета, в пятом — иконы ветхозаветных праотцов, прародителей человеческого рода, (живших до всемирного потопа). Над Царскими вратами помещается икона Тайной вечери (то есть установления Господом Иисусом Христом Таинства Причащения в Великий Четверг). Верх иконостаса венчает Крест.
В средней части храма установлены два больших киота с иконами праздников Успения (слева) и Покрова Божией Матери (справа). Южный придел в честь Абалацкой иконы Божией Матери «Знамение» (справа от входа). На самой иконе в центре — Пресвятая Божия Матерь с Младенцем Иисусом, слева изображается Николай Чудотворец, справа — Мария Египетская. Справа на аналоях — иконы Божией Матери «Неупиваемая Чаша», святого великомученика Пантелеймона Целителя, иконы преподобного Серафима Саровского. В северном приделе на аналое — икона Николая Чудотворца.
В настоящее время в храме каждое воскресение служится ранняя Божественная Литургия.

## Духовенство
- Настоятель храма — игумен Антоний (Кирпичев) https://ugraeparhia.ru/hram-pokrova-presvyatoy-bogoroditsyi-g-hantyi-mansiysk/
- иерей Александр Власкин[1]

## Престольные праздники[2]
- 14 октября — Покров Пресвятой Богородицы
- 4 августа и 10 декабря — иконы Абалацкой Божией Матери «Знамение»
- 22 мая и 19 декабря — святителя Николая Чудотворца